# John Alvin
John Alvin (Estados Unidos, 24 de noviembre de 1948–6 de febrero de 2008) fue un diseñador gráfico norteamericano, cartelista de Hollywood que trabajó con Steven Spielberg, Mel Brooks y la factoría Disney. 
Alvin se graduó en el Art Center College of Design de Los Ángeles y se convirtió en un artista independiente. Su primera obra fue para la campaña de Mel Brooks Blazing Saddles en 1974.
Desde 1974, Alvin ha creado pósteres para más de 125 campañas publicitarias para las productores como New Line Cinema, Warner Bros. Entertainment, Walt Disney Pictures y Lucasfilm Ltd., incluyendo Blade Runner, Cocoon, The Lost Boys, Depredador, The Princess Bride, Gremlins, E.T., el extraterrestre, El rey león, La bella y la bestia, Batman Returns, Batman Forever, Parque Jurásico y numerosos trabajos más sobre la saga Star Wars. John Alvin también creó numerosas obras maestras de Disney de Bellas Artes, que son muy recogidas y consideradas de gran valor.
Uno de los carteles más destacados del artista fue para la película El fantasma del paraíso, que llegó a ser expuesto en el Instituto Smithsoniano de Washington D. C.

## Obras
Algunos de los carteles más conocidos del artista:
- 1975: Muerde la bala;

- 1982:
  - Blade Runner;
  - E.T., el extraterrestre;

- 1984: Gremlins;

- 1985: Cocoon;

- 1988:
  - Cocoon: el regreso;
  - Rain Man;
  - Willow;

- 1989:
  - La sirenita;
  - The Fabulous Baker Boys;

- 1990:
  - Arachnophobia;

- 1991:
  - Hook;
  - La bella y la bestia;

- 1992:
  - Aladdín;
  - Batman Returns;
  - El gato Fritz;

- 1994: El rey león;

- 1996:
  - El jorobado de Notre Dame;
  - Mother;

- 1997: Hércules;
- 1998: Mulan.